# Czesław Lewicki
Czesław Lewicki (ur. 26 kwietnia 1906 w Mołczanach na Podolu, zm. 16 marca 1979 w Warszawie) – polski pedagog, kompozytor i dyrygent.

## Życiorys

### Okres II RP
Syn Józefa. W 1935 ukończył Konserwatorium Warszawskie, gdzie studiował m.in. u Waleriana Bierdiajewa. Od 1935 do 1938 pracował w Wilnie jako dyrygent orkiestry symfonicznej i chóru, a także wykładowca Konserwatorium Muzycznego im. Karłowicza. W Wilnie występował także jako dyrygent koncertów orkiestry symfonicznej Rady Zrzeszeń Artystycznych i Wileńskiej Orkiestry Symfonicznej.
W sierpniu 1938 był dyrygentem orkiestry Polskiego Baletu Reprezentacyjnego podczas jej występów w Niemczech i na Łotwie. W 1938 wyjechał z Polski, aby studiować muzykę w Paryżu. Powrócił do Polski przed wojną; do jej wybuchu był jednym z dyrygentów Orkiestry Symfonicznej Polskiego Radia.

### II wojna światowa

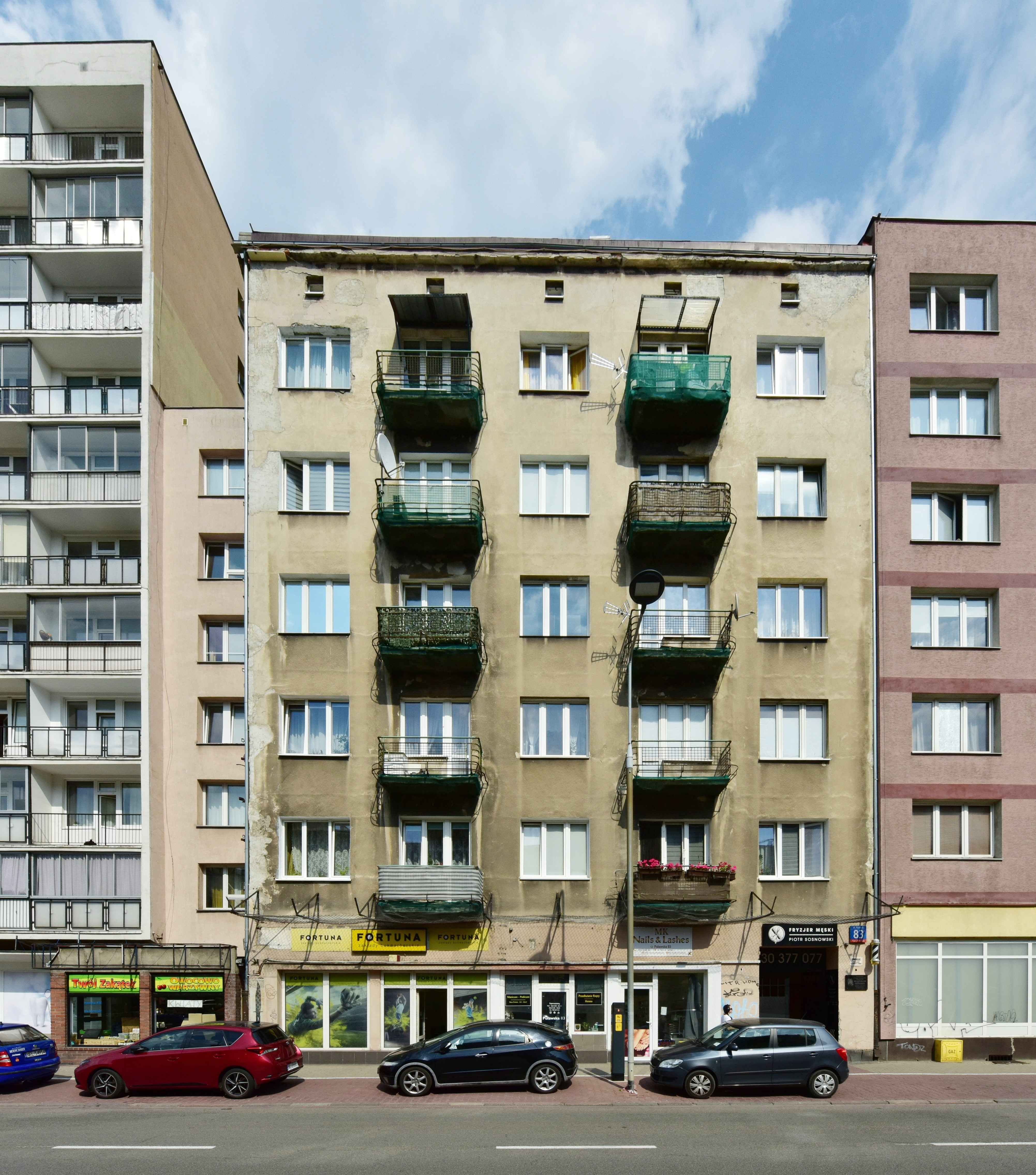
Dom przy ul. Puławskiej 83, w którym w 1943 roku w kawalerce Czesława Lewickiego przez kilka miesięcy ukrywał się Władysław Szpilman

W połowie lutego 1943, podczas powstania w getcie warszawskim, kolega Lewickiego z Polskiego Radia, kompozytor pochodzenia żydowskiego Władysław Szpilman, pracował poza gettem. Udało mu się skontaktować ze swoim przyjacielem i kolegą z Radia, aktorem Andrzejem Boguckim, który odebrał go z pracy i przemycił do własnego mieszkania. Bogucki wraz z żoną Janiną przez dwa tygodnie ukrywali Szpilmana w swoim mieszkaniu. Następnie 27 lutego przeniesiono go do kawalerki Lewickiego na Mokotowie (ul. Puławska 83), gdzie przebywał przez kolejne ok. pięć miesięcy. Lewicki regularnie odwiedzał mieszkanie, przynosząc Szpilmanowi żywność i inne potrzebne rzeczy. Szpilman opisał Lewickiego jako „bliskiego przyjaciela”.
Lewicki działał także w polskim ruchu oporu (Armia Krajowa) i był poszukiwany przez Gestapo. W zębach nosił pigułkę samobójczą. W czerwcu poradził Szpilmanowi opuszczenie mieszkania w obawie, że Niemcy mogą go szukać w tym mieszkaniu (Szpilman zdecydował się tam pozostać do czasu, gdy sytuacja zmusiła go do opuszczenia go, co nastąpiło 12 sierpnia). Niektóre źródła podają, że Lewicki miał żonę Helenę, która również pomagała Szpilmanowi, choć inne źródło podaje, że Lewicki ożenił się dopiero po wojnie. Szpilman przebywał w mieszkaniu Heleny po incydencie z 12 sierpnia.
W 1944 Lewicki wziął udział w powstaniu warszawskim pełniąc służbę, w stopniu chorążego, w Szefostwie Żandarmerii Kwatery Głównej Okręgu Warszawskiego AK i posługując się pseudonimem „Sar”.

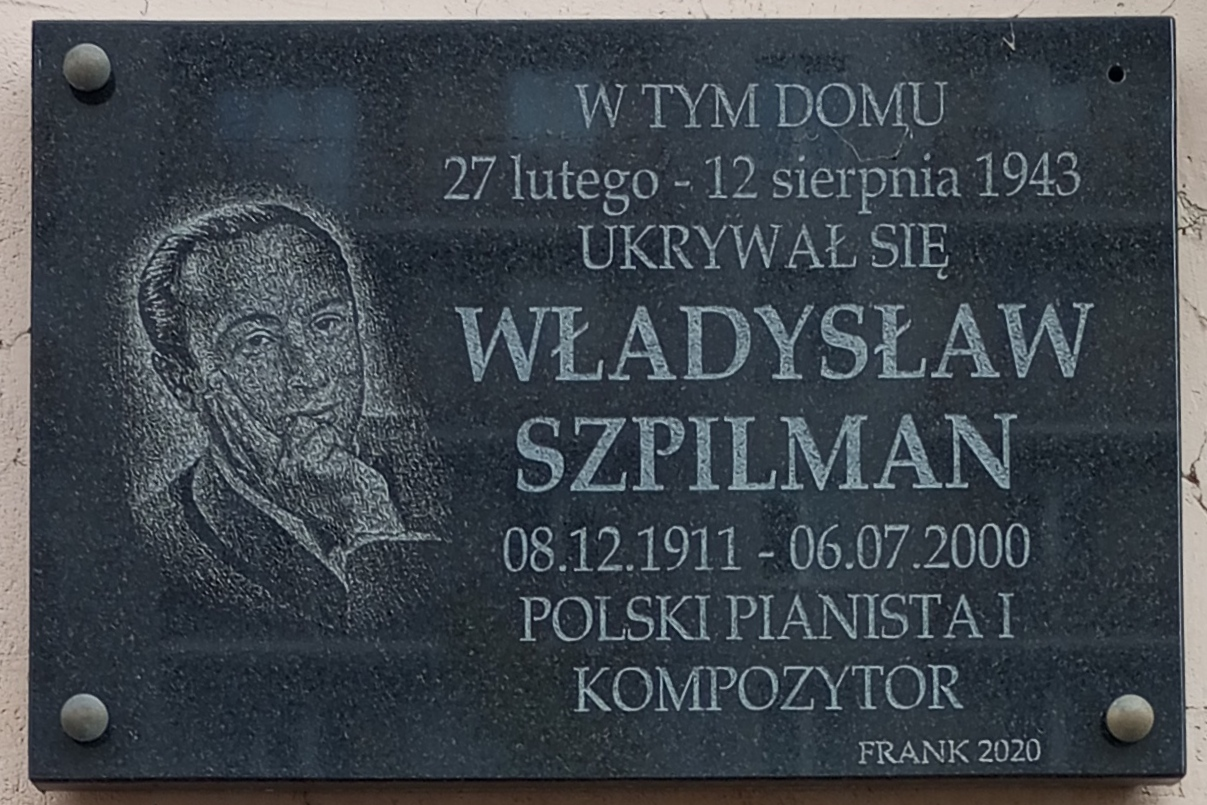
Tablica pamiątkowa domu przyul. Puławskiej 83

W filmie Pianista z 2002 roku część historii Lewickiego została wpleciona w historię Marka Gębczyńskiego. W tym filmie pojawia się także mieszkanie Lewickiego, choć w niewłaściwej lokalizacji.

### PRL
Po wojnie pracował w Polskim Radiu i Telewizji w Warszawie, pełniąc rolę m.in. dyrektora, kierownika i redaktora muzycznego. W 1946 został dyrektorem Rozgłośni Polskiego Radia Warszawa II. Dalej, choć sporadycznie, występował jako dyrygent koncertów symfonicznych. W latach późniejszych pracował w Przedsiębiorstwie Państwowym Film Polski. W 1954/1955 został doradcą muzycznym Centralnego Urzędu Kinematografii. Około 1964 był kierownikiem muzycznym Telewizji Warszawskiej.
W 1954 został odznaczony Srebrnym Krzyżem Zasługi.
23 maja 1978 Janina i Andrzej Boguccy oraz Czesław Lewicki zostali uznani przez Yad Vashem za Sprawiedliwych wśród Narodów Świata. Należeli do grupy ok. trzydziestu nieżydowskich Polaków zaangażowanych w pomoc Szpilmanowi w czasie wojny.
Zmarł 16 marca 1979 w Warszawie.